# Тровиђано (Мачерата)
Тровиђано (итал. Troviggiano) насеље је у Италији у округу Мачерата, региону Марке.
Према процени из 2011. у насељу је живело 1085 становника. Насеље се налази на надморској висини од 252 м.